# Re-Machined: A Tribute to Deep Purple's Machine Head
Re-Machined: A Tribute to Deep Purple's Machine Head – tribute album zrealizowany przez różnych wykonawców z okazji 40-lecia wydania albumu Machine Head angielskiego zespołu rockowego Deep Purple. Wydawnictwo ukazało się 25 września 2012 roku nakładem wytwórni płytowej Eagle Rock Entertainment. W nagraniach udział wzięli m.in. Black Label Society, Carlos Santana, Chad Smith, Chickenfoot, Glenn Hughes, Iron Maiden oraz Metallica. W Polsce album został wydany 24 września 2012 roku przez wytwórnię płytową Mystic Production.

## Lista utworów
Opracowano na podstawie materiału źródłowego.
1. Carlos Santana & Jacoby Shaddix – "Smoke on the Water" - 5:05
2. Chickenfoot – "Highway Star" (Live) - 7:05
3. Glenn Hughes & Chad Smith – "Maybe I'm a Leo" - 4:58
4. Black Label Society – "Pictures of Home" - 3:30
5. Kings of Chaos – "Never Before" - 4:05
6. Flaming Lips – "Smoke on the Water" - 4:25
7. Jimmy Barnes & Joe Bonamassa – "Lazy" - 8:53
8. Iron Maiden – "Space Truckin'" - 3:27
9. Metallica – "When a Blind Man Cries" - 4:39

### Utwory bonusowe
1. Glenn Hughes, Steve Vai & Chad Smith – "Highway Star" - 6:18